# Deutsche Schule Rio de Janeiro
Die Deutsche Schule Rio de Janeiro ist eine private deutsche Auslandschule in Brasilien. Sie feierte 2015 ihr 50-jähriges Bestehen. 

## Bildungsangebot und Infrastruktur
Die Schule wird von Kindern der Oberschicht besucht. Mit zwei Schulzweigen, dem deutschen und dem brasilianischen, verfügt sie in Rio de Janeiro über ein einmaliges Bildungsangebot. Sie führt ihre Schüler zum brasilianischen Schulabschluss und/oder zum Abitur. Das Erlernen der deutschen Sprache und Mehrsprachigkeit als Schlüsselkompetenz für ein besseres Weltverständnis sind fest im Leitbild der Schule verankert.
Die Schule liegt im Stadtteil Botafogo, in der Südzone von Rio de Janeiro, unweit der Touristen-Attraktionen Copacabana und Zuckerhut. Unmittelbar hinter ihr erstreckt sich der Hügel Corcovado, auf dem die Christusstatue steht. Das Schulgebäude und das großflächige, parkartige Schulgelände, das rund 54.000 m² umfasst, dienten einst als Botschaftsresidenz der USA. Auf dem Schulgelände befinden sich neben dem Stammhaus mehrere Schulgebäude mit Multimedia-Klassenräumen, Kunst- und Musikräumen, Labors für Physik, Chemie und Informatik, zwei Bibliotheken und zwei Auditorien, eine Mehrzweck-Sporthalle, ein Sportplatz, eine Kantine sowie eine Krankenstation und ein Parkhaus.

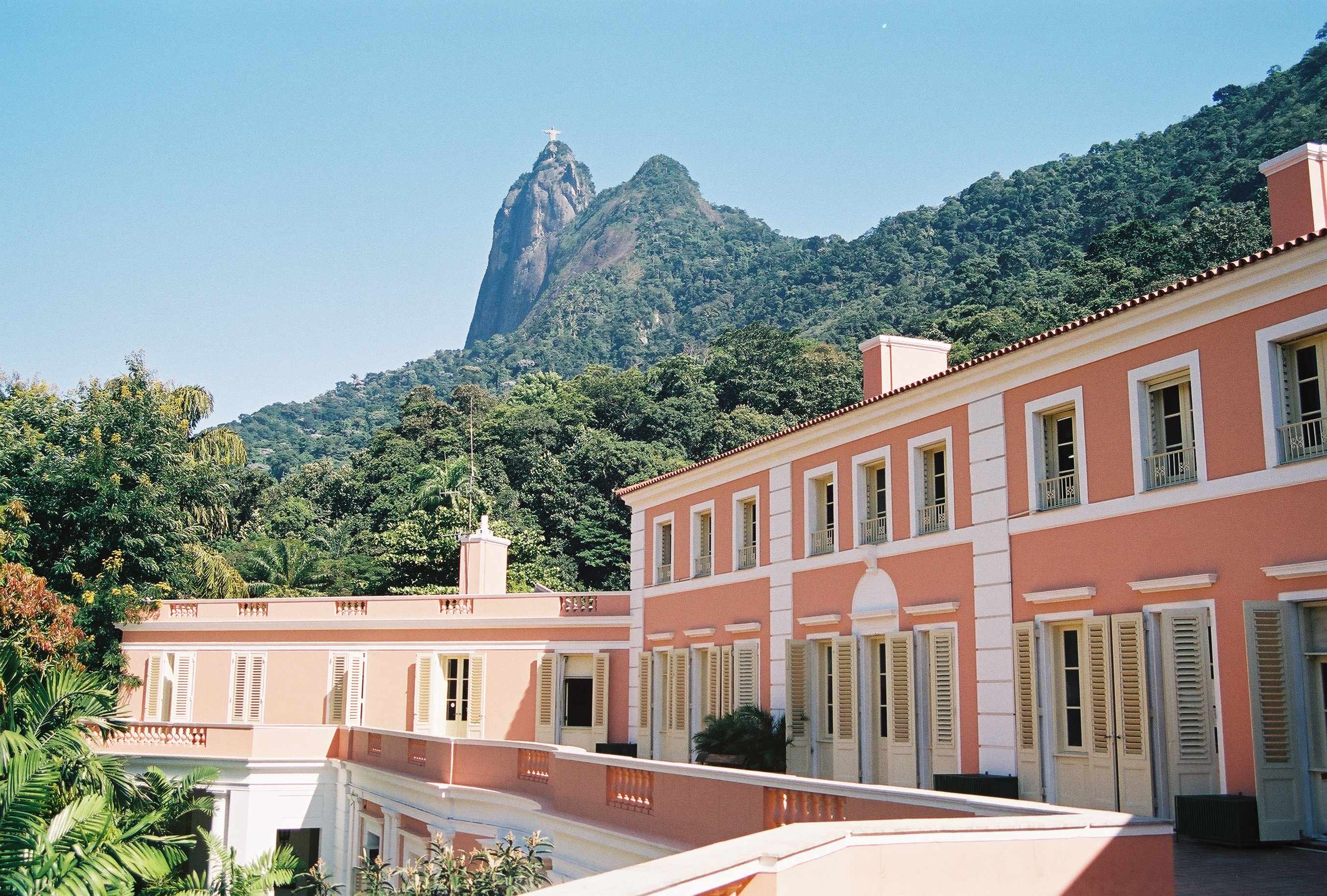
EAC prédio 2

Am 8. März 1965 fand die erste offizielle Unterrichtsstunde statt. Die Schule war auf Privatinitiative von deutschen Eltern, die in Rio de Janeiro lebten, gegründet worden und ist bis heute eine Privatschule. Sie wird von deutscher Seite über das Bundesverwaltungsamt personell und finanziell als Begegnungsschule gefördert. Heute zählt sie fast 1.300 Schüler, etwa 200 im Kindergarten und 1100 in zwölf Jahren Grund- und weiterführender Schule. Die meisten von ihnen sind Brasilianer.
Im brasilianischen Zweig haben die Schüler Deutsch als Fremdsprache (DaF) und auch einige Fächer wie Gesellschaftslehre und Naturwissenschaft werden auf Deutsch unterrichtet. Während der ersten Schuljahre werden die brasilianischen Schüler, falls Interesse besteht und die Voraussetzungen gegeben sind, darauf vorbereitet, in den deutschen Zweig zu wechseln. So beenden etwa 50 Prozent der Schüler die Schule sowohl mit dem brasilianischen als auch mit dem deutschen Schulabschluss. Seit 1976 führt die Schule Deutschprüfungen durch. Die Schule bietet die deutschen Sprachdiplome DSD I und II an. Auch die Schüler des brasilianischen Zweigs erschließen sich somit die Möglichkeit, in Deutschland zu studieren. Das Lehrerkollegium besteht aus etwa 120 Lehrkräften, 30 davon kommen aus Deutschland. Der Kindergarten zählt derzeit etwa 25 Mitarbeiter. Über den regulären Unterricht hinaus werden Arbeitsgemeinschaften angeboten. Zum Beispiel Sprach- und Sport-AGs, Robotik- und Theater-Kurse, die traditionelle Chor-AG, Geigen- und Klavierunterricht. In der Oberstufe bietet die Schule Vorbereitungskurse auf international anerkannte Englischprüfungen an. Die Schüler nehmen während ihrer Schullaufbahn an mehreren Austauschprogrammen in Deutschland teil und absolvieren außerdem sowohl ein Sozial- als auch ein Berufspraktikum.

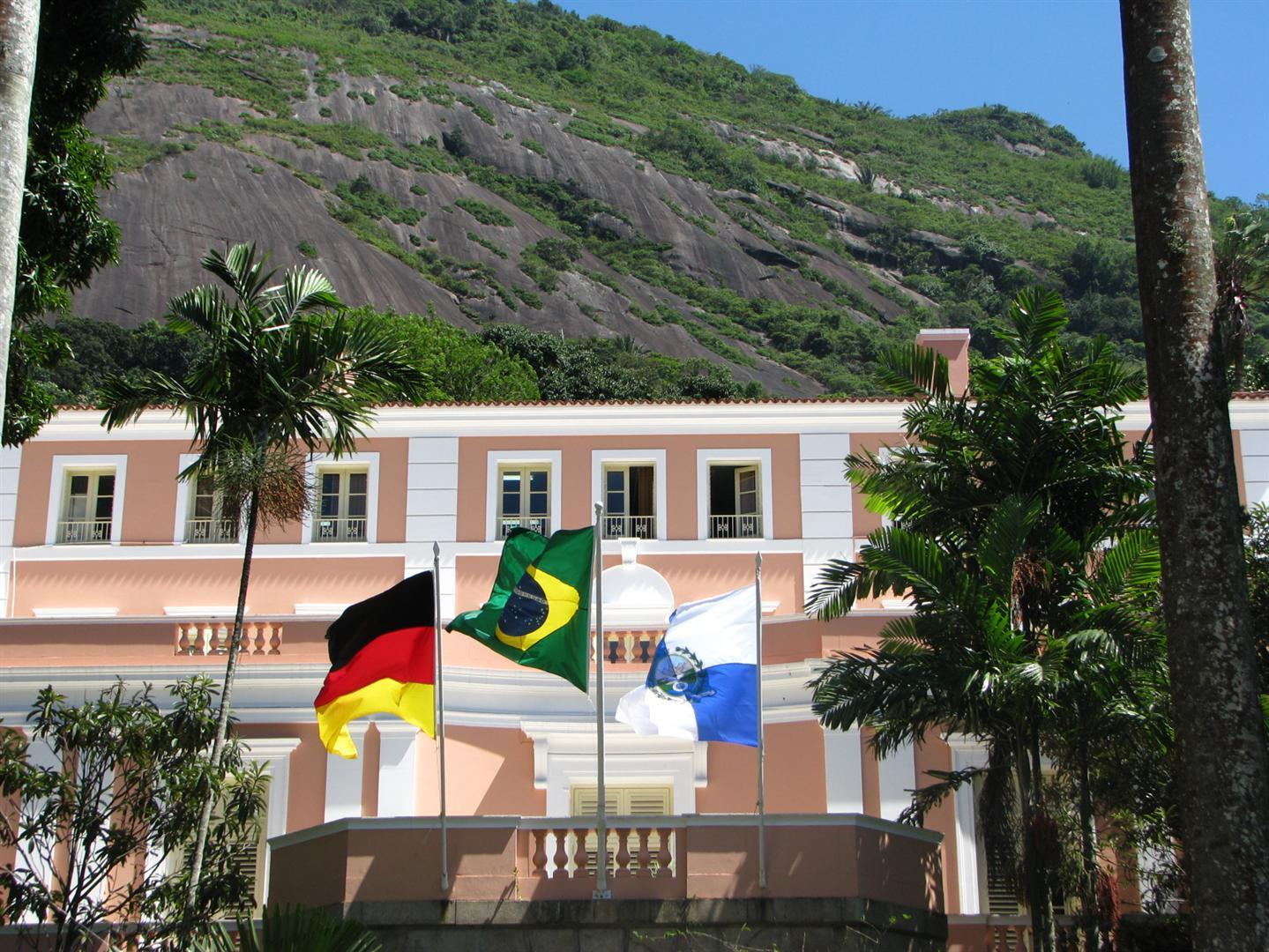
Predio bandeiras

## Auszeichnungen
- 2014 unterzog sich die Deutsche Schule Rio de Janeiro zum zweiten Mal der Bund-Länder-Inspektion (BLI) und erneuerte das Gütesiegel „Exzellente Deutsche Auslandsschule“.
- 2017 wurde die Deutsche Schule Rio de Janeiro als erste Auslandsschule mit dem renommierten Deutschen Schulpreis ausgezeichnet (2. Platz).